# Uladzimir Jurčanka
Uladzimir Vasilevič Jurčanka (in bielorusso Уладзімір Васілевіч Юрчанка?, in russo Влади́мир Васи́льевич Ю́рченко? — Vladimir Vasil'evič Jurčenko, traslitterazione anglosassone: Vladimir Vasilyevich Yurchenko; Mahilëŭ, 26 gennaio 1989) è un ex calciatore bielorusso, di ruolo attaccante.

## Carriera

### Club
Durante la sua carriera ha giocato con Dinamo Minsk, Saturn Ramenskoe e Dnjapro Mahilëŭ. L'8 luglio 2010 realizza una tripletta nella partita di Europa League contro il Laçi.

### Nazionale
Il 12 ottobre seguente mette a segno una doppietta nella gara, vinta per 3-0 dopo lo 0-2 dell'andata, che consente alla sua Bielorussia Under-21 di superare i pari età italiani e accedere al Campionato europeo 2011.

## Palmarès

### Club

#### Competizioni nazionali
- Peršaja Liha: 1

Dnjapro Mahilëŭ: 2012
- Coppa di Bielorussia: 1

Šachcër Salihorsk: 2013-2014